# Savio vasúti alagút
A Savio vasúti alagút Finnországban Vuosaari (Helsinki egyik kerülete) kikötőjét köti össze a Kerava mellett haladó vasúti fővonallal. Az egycsöves alagút 13,5 km hosszú, és egy 1524 mm-es nyomtávolságú villamosított vasút fut benne.
Az alagút fontos közlekedési kapocs lesz a kikötő és a város között. Megépítésére azért volt szükség, mert a Vuosaari kikötőt teljesen átépítették és növelték a kapacitását, a meglévő utak azonban nem bírták volna a megnövekedett kamionforgalmat.

## Az építkezés
A munkálatok 2004-ben indultak. Az alagút kifúrását 2006-ban fejezték be, és 2008. november 28-án adták át a forgalomnak.